# Rise and Fall, Rage and Grace
Rise and Fall, Rage and Grace é o oitavo álbum de estúdio da banda estadunidense The Offspring, lançado em junho de 2008 pela gravadora Columbia Records.

## Faixas
Todas as canções foram escritas por Dexter Holland, exceto "O.C. Life", escrita por Rikk Agnew.

### CD[7]
1. "Half-Truism" – 3:26
2. "Trust in You" – 3:09
3. "You're Gonna Go Far, Kid" – 2:58
4. "Hammerhead" – 4:38
5. "A Lot Like Me" – 4:28
6. "Takes Me Nowhere" – 2:59
7. "Kristy, Are You Doing Okay?" – 3:42
8. "Nothingtown" – 3:29
9. "Stuff Is Messed Up" – 3:32
10. "Fix You" – 4:19
11. "Let's Hear It for Rock Bottom" – 4:05
12. "Rise and Fall" – 2:59

#### Bônus (Japão)
1. "O.C. Life" (cover de D.I.) – 2:53

### Vinil[5]

#### Lado A
1. "Half-Truism" – 3:26
2. "Trust in You" – 3:09
3. "You're Gonna Go Far, Kid" – 2:58
4. "Hammerhead" – 4:38
5. "Kristy, Are You Doing Okay?" – 3:42
6. "Takes Me Nowhere" – 2:59

#### Lado B
1. "A Lot Like Me" – 4:28
2. "Nothingtown" – 3:29
3. "Stuff Is Messed Up" – 3:32
4. "Fix You" – 4:19
5. "Let's Hear It for Rock Bottom" – 4:05
6. "Rise and Fall" – 2:59

## Paradas
| Paradas (2008)        | Posição | Certificação |
| --------------------- | ------- | ------------ |
| Austrália             | 3       | Ouro         |
| Áustria               | 7       | -            |
| Bélgica               | 32      | -            |
| Canadian Albums Chart | 4       | Platina      |
| Finlândia             | 12      | -            |
| França                | 6       | -            |
| Media Control Charts  | 13      | -            |
| Irish Albums Chart    | 55      | -            |
| Oricon                | 1       | Ouro         |
| Países Baixos         | 73      | -            |
| RIANZ                 | 9       | -            |
| Portugal              | 24      | -            |
| Espanha               | 43      | -            |
| Sverigetopplistan     | 52      | -            |
| Suíça                 | 5       | -            |
| UK Albums Chart       | 39      | -            |
| Billboard 200         | 10      | -            |

## Lançamentos[1]
| Data        | Local |
| ----------- | --- |
| 11 de Junho | Japão |
| 13 de Junho | Áustria · Irlanda · Itália · Alemanha · Grécia · Países Baixos · Suíça                                           |
| 14 de Junho | Austrália |
| 16 de Junho | Bélgica · Chéquia · Dinamarca · França · Noruega · Polónia · Portugal · África do Sul · Eslováquia · Reino Unido |
| 17 de Junho | Canadá · Espanha · Estados Unidos · Ásia · América Latina                                                        |
| 18 de Junho | Finlândia · Suécia                                                                                               |